# والتر فرنانديز
والتر فرنانديز (بالإسبانية: Walter Fernández) (14 أغسطس 1989 كالداس دي مونتبيو إسبانيا - ) هو لاعب كرة قدم إسباني يلعب كلاعب وسط.

## روابط خارجية
- والتر فرنانديز على موقع قاعدة بيانات كرة القدم.إي يو (الإنجليزية)
- والتر فرنانديز على موقع Soccerway.com (الإنجليزية)
- والتر فرنانديز على موقع عالم كرة القدم.نت (الإنجليزية)
- والتر فرنانديز على موقع AS.com (الإسبانية)